# Amal Sidi Cheikh Abdallahi
Amal Sidi Cheikh Abdallahi ou Amal Mint Sidi Ould Cheikh Abdallahi (en arabe : أمل سيدي الشيخ عبد الله) est une femme politique mauritanienne. Lors du remaniement ministériel datant du 26 mai 2021, elle est nommée au poste de ministre de l’Enseignement supérieur et de la Recherche scientifique,,. Elle est également la fille du premier président mauritanien élu démocratiquement en 2007 et renversé en 2008 : Sidi Mohamed Ould Cheikh Abdallahi. 

## Biographie
Amal Sidi Cheikh Abdallahi est née le 15 avril 1980. Elle obtient son Baccalauréat en 1998. Elle poursuit ses études à l'Université de Reims où elle sort titulaire d’un diplôme d’études approfondies et d’un diplôme d’études supérieures spécialisées. 
Avant sa nomination à ce poste, elle a occupé plusieurs postes dont celui d'attachée de communication de la présidence sous le régime de son père décédé le 23 novembre 2020. Par sa nomination en mai 2021 au poste de ministre de l’Enseignement supérieur et de la Recherche scientifique, Amal Sidi Cheikh Abdallahi devient la première femme mauritanienne à occuper ce fauteuil ministériel,.
Le 8 septembre 2022, elle est nommée Directrice générale de la Caisse Nationale de Solidarité en Santé (CNASS). 